# Estação Suanzes
Suanzes é uma estação da Linha 5 do Metro de Madrid, localizada junto ao Parque Quinta de los Molinos. Foi aberta em 18 de janeiro de 1980.